# Германус

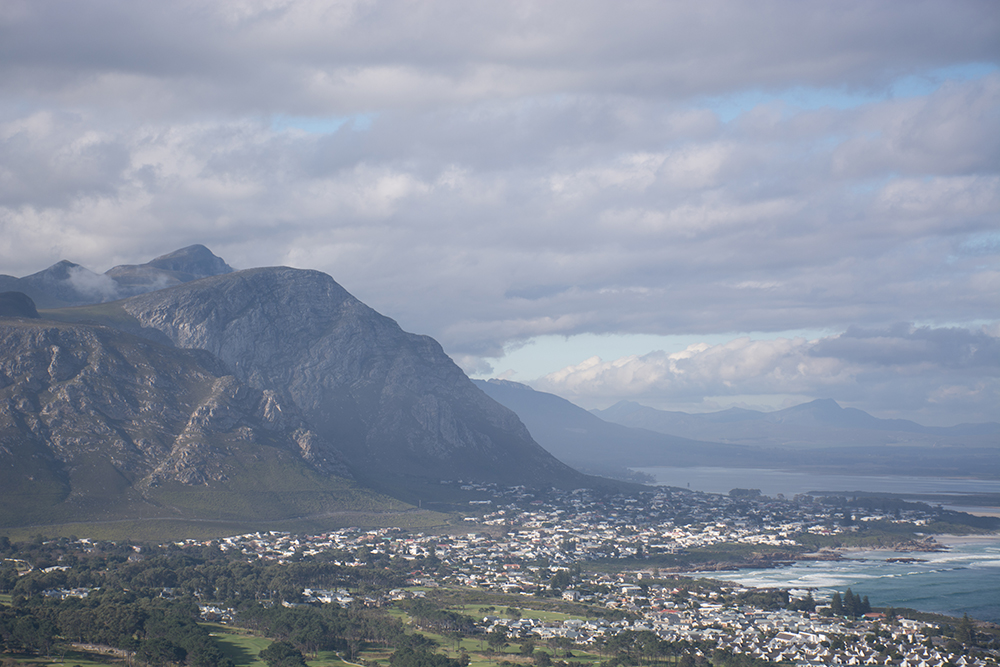
Вид на Германус і пляж Гротто з Ротарі Бей.

Германус (африкаанс: [ɦærˈmɑːnœs]; спочатку називався Hermanuspietersfontein, але назву було скорочено в 1902 році, оскільки назва була занадто довгою для поштової служби), — місто на південному узбережжі провінції Західний Кейп у Південній Африці. Германус є популярним місцем відпочинку. Місто відоме тим, що  повз його береги проходить міграція південних гладких китів протягом південної зими. Місцеві жителі досі називають Германус селом, через його малолюдність та затишок.

## Історія
Германус Пітерс (прибл. 1778 – 1837) був голландським учителем, який прибув до Кейптауну у 1815 році. Його запросили нідерландськомовні фермери, яким не подобалося, що англійська мова була єдиною мовою в усіх державних школах. Він оселився в Каледоні, але викладав голландську мову фермерам на великій території навколо цього містечка, включаючи долину Хемель-ен-Аарде. Він часто відпочивав біля джерела («фонтейн») у сучасному Германусі, де ловив рибу та пас своїх овець, місце згодом стало відомим як «Германус Пітерс се Фонтейн».

## Розташування
Германус лежить уздовж затоки Уокер на південному узбережжі Західного Кейпу. Знаходиться в 115 км на південний схід від Кейптауна і з'єднаний з ним автомагістраллю R43 (або прибережним мальовничим маршрутом R44) і автострадою N2.

## Інфраструктура
В місті розташовується Управління космічних наук Національного космічного агентства Південної Африки, раніше Магнітна обсерваторія Германуса (HMO), є дослідницьким центром Національного дослідницького фонду та є частиною всесвітньої мережі, яка спостерігає за змінами магнітного поля Землі.

## Навколишнє середовище

### Пляжі

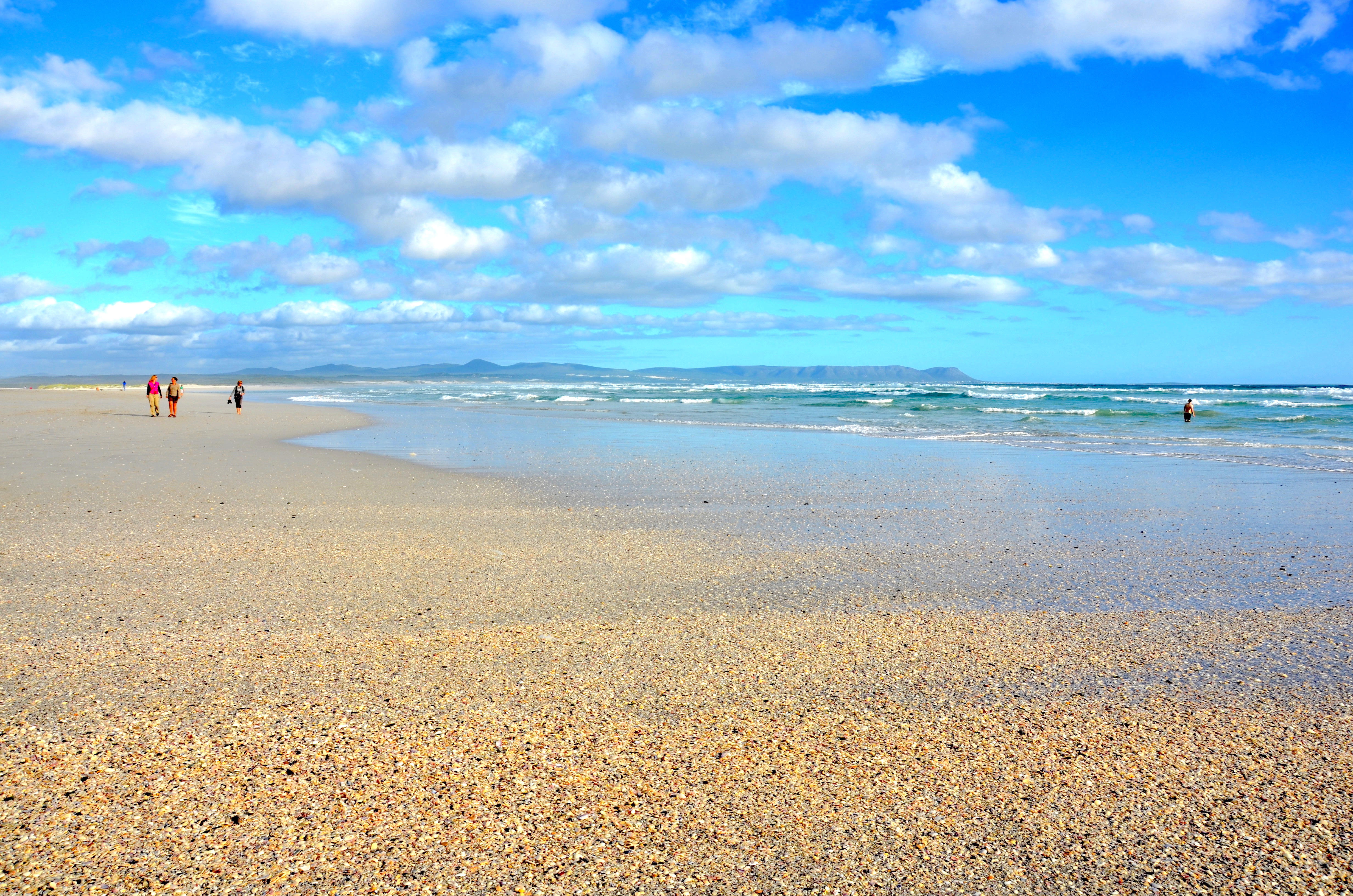
Пляж Гротто поблизу Германуса

Пляж Гротто є найбільшим пляжем у Германусі, що має статус Блакитного прапора. Пляжі, відзначені Блакитним прапором, відповідають міжнародним критеріям навколишнього середовища, безпеки.

### Квіткова різноманітність
Місто Германус знаходиться в Капському флористичному регіоні і, таким чином, має один із найвищих рівнів різноманітності рослин у світі. Основним типом рослинності цього регіону є фінбош, — вічнозелених чагарникових рослин з дрібним твердим листям. У місцевому природному заповіднику Фернклуф наразі ідентифіковано 1474 види рослин.

### Спостереження за птахами
У районі Великого Германуса мешкає понад 100 видів птахів. Такі види, як капська нектарниця, цукролюб буроволий, куцокрил рудохвостий та інші рідкісні види, роблять Германус популярним місцем для любителів птахів.

### Кити та спостереження за китами

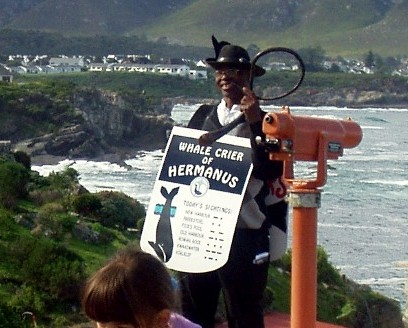
«Whale Crier» (нещодавно вийшов на пенсію Вілсон Салуказана)

Місто відоме своєю популяцією китів, які часто плавають у межах видимості з берегу міста. Хоча південний гладкий кит є найчисленнішим видом у затоці Германус, це не єдиний вид у цьому районі. Китів можна побачити зі скель уздовж усього узбережжя з червня до початку грудня. Колись на них полювали в сусідньому місті Бетті-Бей, але тепер вони охороняються. У музеї Старої гавані розміщено кілька виставок, які розповідають про місцеву китобійну промисловість, а в музеї фотографій Де Ветсхейс розміщено виставку фотографій Т. Д. Рейвенскрофта, які зображують історію Германуса. У Музеї китів зберігається скелет кита та двічі на день демонструється аудіовізуальна презентація китів і дельфінів.
Відвідувачі можуть спостерігати за китами з вершини скель, з повітря або на човні. З серпня 1992 року в Германусі запроваджено посаду китового крикуна. Це єдиний у світі крикун китів, який сурмить у свій ріг, щоб сповістити, де були помічені кити.

#### Фестиваль китів
Германус проводить щорічний фестиваль китів наприкінці вересня, щоб відсвяткувати сезон отелення та спаровування китів. Еко-туризм є головною темою фестивалю китів Германус. Мешканці та відвідувачі святкують міграцію південних гладких китів та інших морських тварин заходами та виставками на тему океану, наголошуючи на освіті та екологічно відповідальних пригодах та заходах. Перед цим головним фестивалем китів проводиться Kalfiefees (або фестиваль новонароджених китів), щоб вітати перших китів (зазвичай у серпні). Обидва фестивалі характеризуються продовольчими та ремісничими кіосками, екологічними презентаціями та південноафриканськими драматичними постановками.